# Lerchenfelder Straße (metropolitana di Vienna)
Lerchenfelder Straße è una ex-stazione della linea U2 della metropolitana di Vienna, situata a cavallo del 1º (Innere Stadt), del 7º (Neubau) e dell'8º distretto (Josefstadt). Era la fermata intermedia tra le stazioni Rathaus e Volkstheater e si trovava sotto all'incrocio tra Auerspergstraße e Museumstraße.

## Storia
La stazione entrò in servizio l'8 ottobre 1966 come fermata della rete tranviaria sotterranea U-Straßenbahn e nel 1968 fu destinata a essere riconvertita in stazione della metropolitana dopo la decisione del comune di Vienna di realizzare la nuova infrastruttura. A fine giugno 1980 la stazione tranviaria sotterranea fu soppressa e il 30 agosto 1980 la stazione entrò in servizio per i treni della linea U2. Tra il 2000 e il 2002, in tutte le stazioni della linea U2, a eccezione di questa, le piattaforme vennero allungate in previsione dell'entrata in servizio di convogli più lunghi. In particolare, i marciapiedi della vicina stazione Volkstheater furono prolungati di quaranta metri, passando dai 75 m precedenti ai 115 m attuali. Questo comportò che le due stazioni, già molto vicine, si sarebbero trovate a una distanza di soli 200 m, per cui si decise la soppressione della fermata; il 27 settembre 2003 la stazione venne tolta dal servizio. 
I rivestimenti, le insegne e le panchine sono stati smantellati ma i marciapiedi sono tuttora visibili durante il transito dei treni; i locali sono stati riconvertiti per ospitare impianti di sicurezza.
Nel 2005, una struttura situata sul lato occidentale Schmerlingplatz e usata un tempo la ventilazione della stazione è stata trasformata in un'opera d'arte dal titolo Jahreszeiten (Stagioni). Su progetto dell'architetto Klaus Schlauss la struttura è stata rivestita di vetri, dietro cui gli artisti Cécile Nordegg e Jonathan Berkh hanno appeso tele dipinte e fogli di carta colorati che simboleggiano la vegetazione e la natura.